# Notodiaptomus dubius
Notodiaptomus dubius é uma espécie de crustáceo da família Diaptomidae.
É endémica do Brasil.